# Velika Kamenica
Velika Kamenica (em cirílico:Велика Каменица) é uma vila da Sérvia localizada no município de Bor, pertencente ao distrito de Bor, na região de Ključ. A sua população era de 757 habitantes segundo o censo de 2002.

## Demografia
| 1948  | 1953  | 1961  | 1971  | 1981  | 1991  | 2002 |
| ----- | ----- | ----- | ----- | ----- | ----- | ---- |
| 1 549 | 1 800 | 1 764 | 1 730 | 1 689 | 1 393 | 757  |